# ريفرسايد (إلينوي)
ريفرسايد (بالإنجليزية: Riverside)‏ هي قرية تقع في الولايات المتحدة في مقاطعة كوك، إلينوي. يقدر عدد سكانها بـ 8,875 نسمة .

## الموقع الجغرافي
الموقع الجغرافي للمناطق المحيطة بهذه النقطة هو كالتالي:

## أعلام
- إدوارد جاي نيل
- وليام جيه كامبل
- جان فين
- روبرت تود لينكون